# Medvednica
A Medvednica egy hegylánc Horvátországban, Zágráb megyében, amely elválasztja a horvát fővárost, Zágrábot az északabbra fekvő Zagorje szomszédos területétől. Gyakran Zagrebačka gorának (azaz Zágrábi-hegységnek) is hívják. A zágrábiak kedvelt kirándulóhelye. 1981-ben Medvednica nyugati részét természeti parknak nyilvánították.

## Fekvése
A Medvednica közvetlenül a főváros felett északra, 42 km hosszan húzódik északkelet-délnyugati irányban.

## Neve
A hegységet először 1209-ben említik latinul „Mons Ursi” („Medve-hegy”) néven. A Medvednica („Medwenicha”) nevet 1242-ben említi először az az aranybulla, melyben IV. Béla horvát-magyar király a Medvednicát a zágrábi Gradecnek adományozza.

## Éghajlata
A hegység éghajlata kontinentális. Az átlagos évi csapadékmennyiség körülbelül 1300 mm (Zágráb-Grič 840 mm), ezért Medvednicán mindenhol vannak források és patakok. Az átlagos éves középhőmérséklet 7 ° C körül van (Zágrábban 12 ° C). A hótakaró Medvednica tetején körülbelül három hónapig tart, a legvastagabb pedig februárban. Medvednicán télen sokkal több napsütés van, mint Zágrábban és a Zagorjében.

## Leírása
A Medvednica Natúrpark 228 km² területével a hegység nagy részét lefedi. Területének 64 százaléka erdős, főleg tölgyesek, bükkösök, fenyők találhatók benne. A Medvednica nagyon népszerű kikapcsolódási hely a zágrábi lakosság számára, mivel rövid idő alatt elérhető a belvárosból. A nagyrészt érintetlen természet és a változatos táj számos túraútvonalon keresztül érhető el. A hegység területén számos menedékház is található. Télen a hegység népszerű síterület számos sípályával és felvonóval. Sípályai a legjobban felszereltek Horvátország északi részén. Régóta létezik néhány szánkópályája is.
Körülbelül a hegy felénél található a középkori Medvevár, ahol a háborúk áldozatainak hivatalos emlékműve áll. Érdemes megnézni a délnyugati részen található Veternica-barlangot is, amely már az őskorban is lakott volt. 
Medvednica legmagasabb pontja Sljeme (1032 m), ahol televíziós adó, egy hegyi szálloda és egy menedékház található. A hegy Zágrábból ZET felvonóval vagy közúton érhető el. 1870-ben épült itt egy fa kilátó, mely az első volt Horvátországban. Ma a televíziós torony terasza szolgálja ezt a célt.
2005 januárjában itt zajlott Horvátország első női szlalom világbajnoki versenye, melyet a rendkívül sikeres hazai síelő, Janica Kostelić tiszteletére rendeztek. Azóta minden télen megrendezik az úgynevezett Hókirálynő-kupát, 2008 óta pedig a férfi szlalomversenyeket is rendeznek.

## Története
A Veternica-barlang, Vidovac, Marija Bistrica és Kraljevo Vrh kőkorszaki őslénytani leletei arról tanúskodnak, hogy már az őskorban emberi települések voltak a Medvednicán. A Medvednica (Medwenicha) nevet 1242-ben említik először az Aranybulla, melyen IV. Béla horvát-magyar király  Medvednicát adományozza Gradecnek. A középkor horvát történelmének számos híres eseménye zajlott Medvevárban és Szomszédvárban, valamint a gornja stubicai kastély körül és a mai Zágráb két központjában, a Gradecben és Kaptolban.

## Szerkezete
A Medvednica a földkéreg egy részének az itt keletkezett hasadékok közötti felemelkedésével jött létre, ezért törnek fel melegvizű források a hegység lábánál . Noha geológiai felépítése jelentős korú, a földkéreg mozgásai Medvednica körül még nem fejeződtek be, amint azt a közelmúlt földrengései bizonyítják . Magja metamorf kőzetekből (zöld pala) áll, az üledékes kőzetek (mészkő és dolomit) lerakódásai azért is jelentősek, mert karsztformák (víznyelők, barlangok és mélyedések) alakultak ki bennük. A hegység magja a paleozoikum korszakának rétegeiből áll, alacsonyabb magasságokban a mezozoikum korából és a harmadkorból származó fiatalabb kőzetrétegek is találhatók.

## Növényvilág
Medvednica területe rendkívül gazdag növényvilággal rendelkezik. A legalsó zónát kocsánytalan tölgy és gesztenyeerdők borítják, míg a felső részeket bükk- és fenyőerdők uralják. Séta közben számos ritka növényfajjal találkozhatunk, mint például a sáfrány, a püspöksüveg, a csodabogyó, a kankalin, az alpesi és a vörös liliom, a hóvirág, a magyal stb.

## Állatvilág
Ami az állatokat illeti, a Medvednica állatfajokban meglehetősen szegény. A Sljeme alatti lakóövezet terjeszkedése miatt a medve már a középkorban teljesen eltűnt. A farkas és az utolsó hiúz 150 évvel ezelőtt pusztult ki, és csak néhány vaddisznó (különösen Medvednica nyugati részén), szarvas, borz, mókus és nyúl maradt.

## Építészeti emlékek
- A Brestovac szanatórium 1909. május 22-én nyílt meg. A szanatórium építését az ismert orvos, író, újságíró és az "Obzor" újság szerkesztője, Milivoj Dežman (1873-1940) kezdeményezte, mivel szerelme, a híres zágrábi szépség és színésznő Ljerka Šram tuberkulózisban szenvedett. [3] Megnyitása volt az első lépés Horvátországban a tuberkulózis elleni szervezett küzdelemben. Az egész város részt vett az építkezésben. A telket a Medvednicán Šestine ura, Miroslav Kulmer adományozta. A pénzt rendezvényeken és sorsolásokon, valamint Vlaho Bukovac, Oton Iveković, Menci Klement Crnčić és Celestin Medović festőművészek adományaiból gyűjtötték össze. Az építés szervezője a zágrábi munkások biztosítójának körzeti pénztára, az építkezés műszaki vezetője a Benedik és Baranyai építészeti iroda volt. Kezdetben 40 beteget ápoltak az intézményben. Mivel a gyógyítás hatékonynak bizonyult az igény is nagy volt, így az ágyak száma folyamatosan nőtt, a szanatórium pedig bővült. A szanatóriumnak köszönhetően a tuberkulózis okozta zágrábi halálozási arány sikeresen csökkent. Az intézménynek könyvtára, moziterme, és olyan gazdasági épületei is voltak, mint a tejüzem, a pékség és egy sertéstelep. Az egészségügyi ellátórendszer változásai és a tuberkulózis kezelésének új orvosi módszerei miatt a szanatórium 1968-ban bezárt. Azóta elhagyták és pusztulásnak indult.

- A horvát vértanúk kápolnáját mindazoknak állították, akik életüket adták Horvátországért az évszázadok során. A kápolna a Rog-hegyen található egy olyan tisztáson, amelyhez a 31-es túraút a „Lipa-Rog” hegyi menedékház lábánál vezet. A kápolna 1994 és 2000 között épült.

- Medvednica Veliki Plazur nevű lejtőjén, 864 m magasságban található a Szent Jakab gótikus kápolna, amely egykor Šestinéhez tartozott, ma pedig a ksaveri plébánia gondozza. A Sveti Jakob, ahogy a helyiek hívják évtizedek óta a gračanicaiak és a zagorjeiek zarándokhelye. Írásos forrásokban 1746-ban még kisebb méretű fakápolnaként említik. Valószínűleg a közeli Zrinyi-hegység bányáiból érkezett bányászok építették. Kulmer báró jóvoltából 1847-ben téglából új kápolna épült. 1935-ben Juraj Denzler építész tervei szerint teljesen felújították. A belső tér díszítésében a szato-horvát ornamentika elemeit használták. A kápolna védett építészeti emlék.

- A Sljemei Szűzanya (a horvátok királynőjének) kápolnája 1932-ben épült Juraj Denzler építész tervei alapján. A kápolna első horvát uralkodók idejéből származó egyházi építési formákra támaszkodik, amelyeket Dalmáciában ma is megtalálunk. Sljemei zöld kőből épült, így harmonikusan beleolvad az erdő hangulatába. A templomot a horvát királyság 1000. évfordulója és a horvátok megkeresztelésének 1300. évfordulója emlékműveként szentelték fel, erre a helyi művészeti és történelmi motívumokkal díszített belső részletek emlékeztetnek. Különálló kultúrtörténeti, építészeti és környezeti értékei miatt hivatalosan kulturális értékként védett. Hétvégenként rendszeresen tartanak miséket a kápolnában. A leghíresebb az éjféli mise, amelyen rendszeresen számos hegymászó vesz részt.

- A Medvednica keleti lejtőin, a 27-es és 29-es túraútvonalakon található a Havas Boldogasszony kápolna. A gótikus kápolnát (525 m tengerszint feletti magasságban) 1829-ben építették (a szomszédos Markuševac szülötte Ignacij Ročić lelkészsége alatt), és Čučerje vidékének népi jeleneteivel festették ki (Ivan Tomljanović akadémiai festő és restaurátor festette). A kápolna a Luščica nevű területen található a 628 méter magas Stražnjec-hegy lábánál. A kápolna a čučerjei egyházközséghez tartozik.

## Galéria
- Kilátás a Medvednicáról Zágrábra
- Sífelvonó a Sljeme csúcsra
- Látkép a Sljeméről
- Ősz a Medvednicán
- Látkép a Sljeme felé
- Erdő a Medvednicán
- Túrázók a Sljeme alatt
- Kraljičin zdenac
- Bükkös a Medvednicán
- Fahíd a turistaösvényen
- A natúrpark részlete
- Rudnik Zrinski
- Rudnik Zrinski
- Felvonó a Sljemére
- A tévétorony a Sljemén
- Medvevár
- Szomszédvár romja
- Tiszafa a Medvednicán